# Auguste Denise
Auguste Denise (ur. 1906, zm. 1991) – polityk Wybrzeża Kości Słoniowej. Premier kraju od 15 maja 1957 do 30 kwietnia 1959 mianowany przez Wysokiego Komisarza Francji (Wybrzeże Kości Słoniowej było wtedy autonomiczną republiką w ramach Wspólnoty Francuskiej).